# Undernet
Undernet — одна из крупнейших международных IRC-сетей.
В 2007 Undernet стала второй по величине публичной IRC-сетью с около 20 клиентскими серверами, обслуживающими 110 тыс. пользователей каждую минуту. Ныне по числу пользователей третья.
IRC-клиенты могут подключиться к Undernet через глобальную Round Robin DNS irc.undernet.org, региональные Round Robin: us.undernet.org и eu.undernet.org, а остальные можно посмотреть в списке серверов Undernet.

## IRC-сервисы
В качестве IRC-сервисов используется пакет GNUworld. Сервисы (боты X или W) нужны для регистрации IRC-каналов. Для идентификации пользователей регистрируются аккаунты, но логин никак не связан с IRC-ником. Регистрации и защиты ников в Undernet нет.
Undernet ограничивает регистрацию каналов. Зарегистрировать можно только активный канал с большим числом посетителей. Для защиты незарегистрированных каналов предназначен сервис ChanFix (в IRC он находится под ником C), который будет работать подобно ChanFix из EFNet. ChanFix берёт на себя управление каналами без операторов и восстанавливает их, если канал захвачен.
Undernet также запустили сканер открытых прокси-серверов. Это proxyscanner, который сканирует пользователей на предмет использования WinGate, и прокси-серверов. IP-адреса прокси-серверов автоматически блокируются. Эти изменения внесены после 2001 года, когда DoS-атаки практически разрушили сеть и оставили Undernet без регистрационного канала на месяц.